# North Tongu
North Tongu är ett distrikt i Ghana.   Det ligger i regionen Voltaregionen, i den sydöstra delen av landet, 100 km nordost om huvudstaden Accra. Antalet invånare är 130 410. Arean är 1 739 kvadratkilometer.
Terrängen i North Tongu är platt.